# Пепеляшка (филм, 1950)
Вижте пояснителната страница за други значения на Пепеляшка.
Пепеляшка (на английски: Cinderella) е американски анимационен музикален фентъзи филм от 1950 г., продуциран от Уолт Дисни. Базиран на едноименната приказка от Шарл Перо, това е 12-ият пълнометражен анимационен филм на Дисни. Режисьори на филма са Клайд Джероними, Хамилтън Лъск и Уилфред Джаксън, а Мак Дейвид, Джери Ливингстън и Ал Хофман са автори на песните. Филмът е озвучен с гласовете на Илен Уудс, Елинор Одли, Върна Фелтън, Рода Уилямс, Джеймс Макдоналд, Луис ван Рутен, Дон Бъркли, Майк Дъглас, Уилям Фипс и Лусил Блис.
От средата до края на 40-те години Уолт Дисни Прадакшънс страда финансово, след като губи връзки с европейските филмови пазари поради избухването на Втората световна война. През това време студиото се издържа от боксофис успехите на филмите Пинокио (1940), Фантазия (1940) и Бамби (1942), които по-късно стават по-успешни с няколко преиздавания в кината и за домашно видео. Поради това студиото има над 4 милиона долара дълг и е на ръба на фалита. Уолт Дисни и неговите аниматори се завръщат към продукцията на пълнометражни филми през 1948 г., след като произвеждат поредица от филми с идеята да адаптират Пепеляшка на Шарл Перо в анимационен филм. След две години производство, филмът Пепеляшка е издаден на 15 февруари 1950 г. и разпространяван от RKO Radio Pictures, като се превръща в най-големия критичен и комерсиален хит за Дисни след Снежанка и седемте джуджета (1937), обръщайки съдбата на студиото. Получава три номинации за Оскар, включително за най-добра песен за Бибиди Бобиди Бу.
Десетилетия по-късно филмът получава две продължения, издадени директно за домашно видео, Пепеляшка 2: Мечтите се сбъдват (2002) и Пепеляшка 3: Вихърът на времето (2007), а също и игралната адаптация от 2015 г., режисирана от Кенет Брана. Дворецът, представен във филма, се превръща в икона на Уолт Дисни Къмпани, служейки като основа за продуцентското лого на Уолт Дисни Пикчърс, а също така става атракцион в "Magic Kingdom" в Уолт Дисни Уърлд и в Дисниленд Токио. През 2018 г. филмът е избран за съхранение в Националния филмов регистър на САЩ от Библиотеката на Конгреса като "културно, исторически или естетически значим".

## Сюжет
Пепеляшка води неудовлетворен живот, тъй като в ранна възраст е загубила и двамата си родители и е принудена да работи като слугиня в собствения си дворец. Мащехата ѝ, лейди Тримейн, е жестока с нея, като ревнува очарованието и красотата, които има Пепеляшка. Освен това двете ѝ доведени сестри, Дризела и Анастасия, жестоко се възползват от нея. Въпреки това Пепеляшка е мила и нежна млада жена. Тя е приятелка с мишките и мила с птиците, които живеят в двореца и около него. Междувременно в кралския дворец кралят е разочарован, че синът му, принцът, все още не е женен. Той и великият херцог организират бал, за да намерят подходяща съпруга за отегчения и придирчив, като искат всяка мома да присъства. След като получава известие за бала, лейди Тримейн се съгласява да пусне Пепеляшка, ако тя приключи със своите задължения и може да си намери подходяща рокля.
Пепеляшка намира рокля, принадлежаща на майка ѝ, и решава да я преработи за бала, но нейното доведено семейство пречи на това, като ѝ възлагат допълнителни задължения. Приятелите животни на Пепеляшка, включително Жак и Гюс, я преработват роклята, завършвайки дизайна с огърлица и колан, изхвърлени съответно от Дризела и Анастасия. Когато Пепеляшка слиза долу с роклята, доведените сестри са бесни, когато осъзнават, че тя носи техните аксесоари и разкъсват роклята на парчета, преди да тръгнат с майка си на бала. Съкрушена, Пепеляшка се втурва в градината със сълзи, където нейната фея кръстница се появява пред нея. Настоявайки Пепеляшка да отиде на бала, феята кръстница магически превръща тиква в карета, мишките в коне, коня на Пепеляшка, Майор, в кочияш и кучето, Бруно, в лакей, преди да превърне разпокъсаната ѝ рокля в ослепителна бална рокля и обувките в стъклени пантофки. Докато Пепеляшка тръгва за бала, феята кръстница я предупреждава, че заклинанието ще се развали при последния удар на часовника в полунощ.
Принцът отхвърля всяко момиче на бала, докато не вижда Пепеляшка, която се съгласява да танцува с него, без да знае кой е той. Двамата се влюбват и излизат заедно на разходка в градините на двореца. Докато те са на път да се целунат, Пепеляшка чува как часовникът започва да отброява ударите до полунощ и бяга. Когато излиза от двореца, една от пантофките ѝ пада. Дворцовата стража тръгва след нея, но тя успява да се качи в каретата преди магията да се развали. Пепеляшка, нейните домашни любимци и мишките се крият в гориста местност, докато стражите я търсят. Единствената останала част от магията, която Пепеляшка има, е един стъклен пантоф на крака.
Великият херцог информира краля, че Пепеляшка, която остава анонимна, е избягала и че принцът иска да се ожени за нея. Изгубената стъклена пантофка е единственото доказателство. Кралят издава кралска прокламация, с която заповядва на всяка мома в кралството да изпробва пантофката по размер, за да намери момичето. След като тази новина достига до дома на Пепеляшка, лейди Тримейн подслушва Пепеляшка, която си тананика валса, танцуван на бала. Осъзнавайки, че Пепеляшка е мистериозното момиче, лейди Тримейн я заключва в таванското помещение. По-късно херцогът пристига в дома на Пепеляшка, а Жак и Гюс открадват ключа от джоба на роклята на лейди Тримейн и го отнасят на тавана, докато Анастасия и Дризела неуспешно пробват пантофката. Котаракът на лейди Тримейн, Луцифер, прави засада на мишките, но Бруно го подгонва от къщата, позволявайки на мишките да освободят Пепеляшка. Когато херцогът е на път да си тръгне, се появява Пепеляшка и моли да пробва пантофката. Знаейки, че пантофката ще пасне, лейди Тримейн спъва лакея, който донася пантофката на херцога, за да се разбие на пода. За свой ужас и дълбокото облекчение на великия херцог, Пепеляшка показва другата пантофка, която ѝ пасва идеално. Филмът завършва с вече женените принц и Пепеляшка на тяхната сватба, които се целуват на излизане.

## Актьори
- Илен Уудс – Пепеляшка
- Елинор Одли – Лейди Тримейн
- Върна Фелтън – Феята кръстница
- Уилям Фипс – Принцът
  - Майк Дъглас – Принцът (вокал)
- Лусил Блис – Анастасия Тримейн
- Рода Уилямс – Дризела Тримейн
- Джими Макдоналд – Жак и Гюс
- Луис ван Рутен – Кралят / Великият херцог
- Дон Бъркли – Стражар
- Джун Форей – Луцифер
- Джими Макдоналд, Ърл Кийн – Бруно
- Бети Лу Герсън – Разказвач

## Продукция

### Развитие на историята
През 1922 г. Уолт Дисни продуцира късометражен анимационен филм, базиран на Пепеляшка. През декември 1933 г. той обмисля създаването на втора версия. Бърт Гилет е назначен за режисьор, а Франк Чърлич – за композитор. Историята включва "бели мишки и птици", които са другарчета на Пепеляшка. Художниците на сториборда разширяват историята. Историята обаче се оказва твърде сложна, за да се събере в късометражен филм, затова е предложена като възможен пълнометражен анимационен филм през 1938 г., със сценарий от четиринадесет страници, написани от Ал Пъркинс. Две години по-късно е написана втора обработка от Дана Кофи и Бианка Майоли, в която мащехата на Пепеляшка е кръстена Флоримел де ла Пошел; нейните доведени сестри като Ванда и Джавот; нейната домашна мишка Дъсти и домашна костенурка Клариса; котката на доведените сестри Бон Боб; помощникът на принца Спинк и инструкторът по танци на доведените сестри мосю Карневал. Тази версия се придържа към оригиналната приказка. Доведеното семейство на Пепеляшка я затваря в подземието. Когато Спинк и войските му пристигат в резиденцията на Ла Пошел, Дъсти взема чехъл и ги отвежда при Пепеляшка.
До септември 1943 г. Дисни възлага на Дик Хюмер и Джо Грант да започнат работа по Пепеляшка като ръководители на историята и дава предварителен бюджет от 1 милион долара. Към 1945 г. обаче предварителната история е спряна.
През пролетта на 1946 г. Дисни провежда три исторически срещи и впоследствие получава разработка на сценария от Тед Сиърс, Хомър Бритман и Хари Рийвс. В разработката принцът е представен по-рано в историята, напомняща Снежанка и седемте джуджета, като присъства намек за конфликта между котките и мишките.
След излизането на филма Веселби и безгрижие през 1947 г., банковият дълг на Уолт Дисни Прадакшънс намалява от 4,2 милиона долара на 3 милиона. Приблизително по това време Дисни признава необходимостта от стабилни икономически политики, но подчертава, че намаляването на производството би било самоубийствено. За да възстанови финансовата стабилност на студиото, той изразява желанието си да се върне към продуцирането на пълнометражни анимационни филми. По това време три анимационни проекта – Пепеляшка, Алиса в страната на чудесата и Питър Пан – са в процес на разработка. Дисни чувства, че героите в Алиса в Страната на чудесата и Питър Пан са твърде студени, докато Пепеляшка съдържа елементи, подобни на Снежанка, и дава приоритет на проекта. Екипите, работещи по Алиса и Пепеляшка, се състезават един с друг за това кой филм ще бъде първи завършен.
До началото на 1948 г. Пепеляшка напредва по-бързо от Алиса в Страната на чудесата и се превръща в първия пълнометражен анимационен филм след Бамби. По време на среща, проведена на 15 януари 1948 г., сцените на котката и мишките започват да се превръщат във важен елемент във филма толкова много, че Дисни назначава художника на сториборд Бил Пийт, който отговаря за сегментите с котката и мишките.
До края на 40-те години участието на Дисни в производството на филмите намалява. Тъй като е зает със снимките на игралния филм Островът на съкровищата, режисьорите са оставени да упражняват собствената си преценка. Въпреки че Уолт Дисни не провежда ежедневни срещи с екипа, понеже е в Англия през лятото на 1949 г., тримата режисьори поддържат връзка с него, изпращайки му части от сценария, снимки на скици, звукозаписи. Когато те не получават отговор от Дисни, работата по филма продължава. В един случай, когато Дисни се връща в студиото на 29 август, той преглежда анимационните последователности на Лъск и прави многобройни малки промени, както и значителна преработка на кулминацията на филма. Производството е завършено до 13 октомври 1949 г.

### Кастинг
Мак Дейвид и Джери Ливингстън поканват Илен Уудс да изпее няколко демо записа на песните. Уудс е позната от едноименното ѝ радио предаване Шоуто на Илин Уудс, излъчвано по Ей Би Си. Шоуто включва петнадесет минути музика, в които Дейвид и Ливингстън представят своята музика. Два дни по-късно Уудс получава телефонно обаждане от Дисни, с когото веднага насрочват интервю. Уудс си спомня в интервю за Лос Анджелис Таймс: "Срещнахме се и разговаряхме известно време и той ме попита "Искате ли да бъдете Пепеляшка?", на което тя се съгласява.
За ролята на Луцифер представител на студиото пита Джун Форей дали може да озвучи котката. "Е, можех да направя всичко", спомня си Форей, "Така че той ме нае да озвуча котарака Луцифер в Пепеляшка".

## Издаване
Премиерата на Пепеляшка е на 15 февруари 1950 г. в Бостън, Масачузетс. Филмът е преиздаван през 1957, 1965, 1973, 1981 и 1987 г. Историята получава театрална адаптация, играна между 16 – 18 февруари 2013 г. в Синемарк Тиатърс.

### Боксофис
Филмът се превръща в най-големия критичен и комерсиален хит за Дисни след Снежанка и седемте джуджета от 1937 г. До края на първоначалното си представяне печели близо 4,28 милиона щатски долара от наем на дистрибутори в Северна Америка (дал на дистрибутора от боксофиса), което го прави петият филм с най-много приходи в Северна Америка през 1950 година. Това е петият най-популярен филм в британския боксофис през 1951 г. и шестнадесетият най-гледан филм в киносалоните във Франция за всички времена по отношение на продадени билети от 13,2 милиона.
Успехът на Пепеляшка позволява на Дисни да продължи да продуцира филми през 50-те години на миналия век, като печалбите от излизането на филма, както и допълнителните печалби от продажби на записи, издаване на музика, публикации и други стоки дават на Дисни паричния поток за финансиране на продукции, създава собствена дистрибуторска компания, влиза в телевизионната продукция и започва да изгражда Дисниленд през същото десетилетие, както и разработването на проекта Флорида, по-късно известен като Уолт Дисни Уърлд.
Пепеляшка има брутен вътрешен брутен доход от 95,5 милиона щатски долара, и международен брутен доход от 315 милиона щатски долара (през 1995 долара) при първоначалното си издание и няколко преиздавания. Коригирани спрямо инфлацията, както и включването на последващите преиздавания, филмът има брутен доход от 532 461 600 щатски долара.

### Домашна употреба
Пепеляшка излиза на VHS и лазердиск на 4 октомври 1988 г. като част от колекцията Уолт Дисни Класикс. Издаването е придружено от промоция с безплатна репродукция на литография за тези, които предварително са поръчали видеото преди датата му на издаване. Първоначално Дисни доставя 4,3 милиона VHS копия до търговците на дребно, но поради силното потребителско търсене са доставени повече от седем милиона копия.
На 4 октомври 2005 г. филмът е издаден в DVD формат. Само през първата седмица от издаването Дисни продава над 3,2 милиона копия, като печалбата възлиза на 64 милиона долара. На 2 октомври 2012 г. филмът е издаден в пакет от Blu-Ray формат, DVD и дигитално копие. През 2019 г. е пуснато в продажба издание, част от колекцията Walt Disney Signature, по случай 70-годишнината на филма.

## Българска версия
Синхронен дублаж
| Роля          | Изпълнител            |
| ------------- | --------------------- |
| Пепеляшка     | Петя Абаджиева        |
| Принцът       | Христо Бонин          |
| Лейди Тримейн | Нели Монеджикова      |
| Крал          | Калин Арсов           |
| Херцог        | Здравко Димитров      |
| Анастасия     | Александра Грънчарова |
| Дризела       | Биляна Петринска      |
| Фея           | Надя Топалова         |
| Гюс           | Иван Райков           |
| Жак           | Георги Спасов         |

Други гласове
| Лидия Вълкова        |
| Симона Нанова        |
| Цветослава Симеонова |
| Георги Стоянов       |
| Емилия Иванова       |
| Еделина Кънева       |
| Нели Андреева        |
| Боян Василев         |
| Васко Иванов         |
| Ненчо Балабанов      |
| Орлин Павлов         |
| Теодор Койчинов      |

Песни
| Песен            | Изпълнява                                       |
| ---------------- | ----------------------------------------------- |
| Пепеляшка        | Емилия Иванова                                  |
| Сънят е мечта    | Нели Андреева Емилия Иванова Орлин Павлов       |
| Пей ми славейче  | Нели Монеджикова Биляна Петринска Нели Андреева |
| Миша песен       | Лина Шишкова Иван Райков Георги Спасов          |
| Бибиди Бобиди Бу | Надя Топалова                                   |
| Любов за нас     | Нели Андреева Боян Василев                      |

Екип
| Обработка                            | Александра Аудио (2005)               |
| ------------------------------------ | ------------------------------------- |
| Режисьор на дублажа                  | Симона Нанова                         |
| Преводач                             | Венета Янкова                         |
| Музикален режисьор Превод на песните | Десислава Софранова                   |
| Музикален асистент                   | Цветомира Михайлова                   |
| Творчески ръководител                | Венета Янкова                         |
| Тонрежисьор на записа                | Петър Костов                          |
| Продуцент на българската версия      | Disney Character Voices International |